# Casper le gentil fantôme
Pour les articles homonymes, voir Casper.
Ne doit pas être confondu avec Gaspard et les Fantômes.
Casper le gentil fantôme (Casper the Friendly Ghost) est un personnage de fiction imaginé par Joe Oriolo et Seymour Reit pour les Famous Studios, la branche animation de la Paramount Pictures.
Les droits de la série ont changé plusieurs fois de propriétaire. En 2000, la société Classic Media est créée pour regrouper les droits sur plusieurs séries, dont Casper le gentil fantôme, Lassie, Rocky and Bullwinkle et The Lone Ranger. Le 23 juillet 2012, DreamWorks achète Classic Media pour 155 millions de dollars.

## Description
Casper est le fantôme d'un petit garçon qui ne prend aucun plaisir à faire peur aux gens. Il est bien souvent triste car il n'arrive pas à se faire des amis : en effet tous ceux qu'il rencontre ont peur et fuient en le voyant. Il parvient finalement à sympathiser avec deux jeunes enfants.
Certaines histoires de Casper, notamment les premiers films, font explicitement allusion au fait que Casper est un enfant mort. Mais à partir des années 1950, lorsqu'il est pris en main par Harvey Comics, ce trait est abandonné et Casper s'avère être un esprit depuis toujours. Ceci n'est pas le seul apport de Harvey. En effet, est créé le Ghostly Trio (trois fantômes réellement méchants, Bouffi, Crado et Teigneux, ses oncles), qui sert d'opposant à Casper et apporte une touche d'humour. Viennent ensuite les personnages de Spooky (un autre fantôme) et de Wendy la gentille petite sorcière.

## Animation et Comics
Casper le gentil fantôme est imaginé en 1940 par Seymour Reit et Joe Oriolo. Deux versions de cette création s'opposent. Reit affirme qu'il aurait créé seul le personnage et qu'Oriolo n'aurait fait qu'esquisser l'apparence de Casper. L'autre version est qu'il s'agit d'une création commune. Quoi qu'il en soit, les deux décident de vendre pour 200 $ le personnage aux studios Fleischer qui devient propriétaire de tous les droits. Il faut cependant attendre 1945 pour qu'il apparaisse pour la première fois dans le dessin animé The Friendly Ghost produit par les Famous Studios, filiale de Paramount Pictures qui a repris en 1942 les studios Fleischer. Dans ce premier épisode, Casper n'a pas encore de nom et c'est seulement en septembre 1949, dans un comics publié par la maison d'édition St. John, qu'il est baptisé Casper the Friendly Ghost. En 1952, lorsque Harvey Comics rachète les droits, Sid Jacobon et Warren Kremer réinventent le personnage. Ainsi, il n'est plus le fantôme d'un enfant mort (idée vue comme trop triste), mais un esprit ; il ne vit plus dans un cimetière mais dans une maison hantée et il est accompagné de ses trois oncles, qui sont en même temps des adversaires et des personnages humoristiques . Le succès important du comics amène la création de nombreuses séries dérivées et jusqu'en 1982 : chaque mois paraît au moins un comics de Casper.

## Filmographie

### Cinéma

#### Films en prises de vues réelles
- 1995 : Casper de Brad Silberling
- 1997 : Casper, l'apprenti fantôme (Casper: A Spirited Beginning) de Sean McNamara
- 1998 : Casper et Wendy (Casper Meets Wendy) de Sean McNamara

#### Animation
- 2000 : Casper : Le Nouveau Défi (Casper's Haunted Christmas) de Owen Hurley

Courts-métrages
Trois courts-métrages ont été produits pour le cinéma avec le personnage de Casper.
- The Friendly Ghost (1945)
- There's Good Boos Tonight (1948)
- A Haunting We Will Go (1949)

### Télévision

#### Casper et ses amis(Casper the Friendly Ghost, 1950-1959)
Cette série de 52 cartoons destinés à êtes vus dans les salles de cinéma ont par la suite été diffusés à la télévision avec les trois courts-métrages produits auparavant et considérés comme une série télévisée. Ils ont d'ailleurs été vendus à l'étranger dans de nombreux pays comme une série animée, notamment en France.
1. Casper's Spree Under the Sea
2. Once Upon a Rhyme (Quel rythme)
3. Boo Hoo Baby
4. To Boo or Not to Boo
5. Boo Scout
6. Casper Comes to Clown (Casper fait le clown)
7. Casper Takes a Bow-wow
8. The Deep Boo Sea
9. Ghost of the Town
10. Spunky Skunky
11. Cage Fright
12. True Boo
13. Pig a Boo
14. Frightday the Tirtheenth (Vendredi 13)
15. Spook No Evil
16. North Pal (Voyage vers le pôle)
17. By the Old Mill Scream
18. Little Boo Peep
19. Do or Diet
20. Boos and Saddies
21. Boo Moon (La Lune)
22. Zero the Hero
23. Casper Genie (Le génie)
24. Puss'n Boos
25. Boos and Arrows
26. Boo Ribbon Winner
27. Hide and Shriek
28. Keep Your Grin Up
29. Spooking with a Brogue
30. Bull Fright (Ollé Casper)
31. Red, White and Boo
32. Boo Kind to Animals
33. Ground Hog Play
34. Dutch Treat
35. Penguin for Your Thoughts (Le pingouin)
36. Line of Screammage
37. Fright from Wrong
38. Spooking About Africa (L'Afrique vous parle)
39. Hooky Spooky
40. Peekaboo
41. Ghost of Honor (Le premier prix)
42. Ice Scream
43. Boo Bop
44. Heir Restorer (Un héritier trop pressé)
45. Spook and Span
46. Ghost Writers (Les écrivains)
47. Which is Witch
48. Good Scream Fun
49. Doing What's Fright
50. Down to Mirth
51. Not Ghoulty
52. Casper's Birthday Party (L'Anniversaire)

#### Casper(The New Casper Cartoon Show, 1962-1963)
Série télévisée en 26 épisodes de 8 minutes diffusée le samedi matin sur le réseau ABC.
1. Titre français inconnu (The Greedy Giants)
2. Casper et Robin des Bois (Red Robbing Hood)
3. Le Grand Ami (The Lonesome Giant)
4. Le Visiteur de Mars (A Visit from Mars)
5. Insomnies (Bed Trouble)
6. Titre français inconnu (The Bored Billionaire)
7. Spooky la terreur (City Snicker)
8. Coup de froid (Cold Wave)
9. Excès de croissance (Growing Up)
10. Titre français inconnu (Kings of Toyland)
11. Le Petit Fantôme égaré (Little Lost Ghost)
12. Chez ma mère l'oie (Mother Goose Land)
13. Titre français inconnu (The Professor's Problem)
14. Titre français inconnu (Small Spooks)
15. Super fantôme (Super Spook)
16. Titre français inconnu (The Absent-Minded Robot)
17. Titre français inconnu (The Enchanted Horse)
18. Le Prince invisible (The Enchanted Prince)
19. Titre français inconnu (The Heart of Gold)
20. La magie n'est plus ce qu'elle était (The Magic Touch)
21. Le Héros (The Timid Knight)
22. Titre français inconnu (The Wandering Ghost)
23. Titre français inconnu (The Witching Hour)
24. Double problème (Twin Trouble)
25. Titre français inconnu (Weather or Not)
26. Le Souhait (Wendy's Wish)

#### Casper and the Angels(1979)
Article détaillé : Casper and the Angels (en).
Série d'animation d'une unique saison de treize épisodes (et 2 téléfilms) diffusée à l'automne 1979 sur le réseau NBC où Casper devient le coéquipier de deux agents de la police spatiale en 2019. La série se déroule dans un monde de pseudo science fiction avec vaisseaux et scooter spatial mais elle mélange un peu de tout (l'antagoniste d'un des épisodes est un vampire par exemple). Dans le QG, on trouve donc Mini et Maxi duo de policières mais aussi Nervy et Pongo autre équipe bien moins douée que la première et qui prête souvent à rire. Le dernier membre est Hairy Scary, un grand fantôme qui adore lancer des piques à Maxi et faire peur aux gens bien qu'il emploie plus souvent ses talents auprès des criminels.
Cette série a été doublée au Québec et diffusée à partir du 19 septembre 1981 à la Télévision de Radio-Canada.

##### Voix québécoises
- Bernadette Morin : Casper
- Diane Arcand : Minnie
- Jean-Louis Millette : Hérisse-Poils
- Élizabeth Lesieur : Maxie
- Alain Clavier : Fango
- Gaétan Gladu : le Commandant

 Source et légende : version québécoise (VQ) sur Doublage.qc.ca

#### Épisodes spéciaux (1979)
- Casper's Halloween Special (en)
- Casper's First Christmas (en) (Le premier noël de Casper (VQ))

#### Les Spectraculaires Nouvelles Aventures de Casper(The Spooktacular New Adventures of Casper, 1996-1998)
Série d'animation en 52 épisodes (4 saisons), suite du film live de 1995. Diffusée aux États-Unis à partir du 24 février 1996, en France à partir du 4 septembre 1996.
1. Le Spectropathe / Coucou, fais-moi peur / Grippes à la mode
2. Donne la papatte / L'Alphabête / Ça y ressemble
3. L'Abominable Fantôme des neiges / OVNI soit qui mal y pense / Poême symphonique
4. Le Vaisseau spécial / Belle à faire peur / Méforme humaine
5. Que ça lui serve de leçon / Le Manoir désenchanté / Ça crève l'écran !
6. Hippie Pip ! / Au plus offrant / Potins télépathiques
7. Tu t'entêtes et t'as tort / Toi et moi / Le Vieux Tableau
8. Silence, on retourne ! / L'Outre-tombeur
9. La Fureur de survivre / Mécompte en banque
10. Science-friction / Base-ball blues
11. Cancre sympathique / Émission impossible / À nos chers disparus
12. Faux et Usage / L'Opéra d'Fatso
13. Point fixe / La Plus Noble Conquête du fantôme
14. Taratatas / Du simple au double
15. Qui pue l'plus ?/ Pulp Friction
16. Ectospasmes / Tous au parfum / Grosse Déprime
17. Concurrence britannique / Passé décomposé
18. Offre d'effroi / Rage de pub / Trio vocal / Soirée de gla-gla
19. Le Trio de Hurlevent / Orage dedans / La Légende de Barbapoile
20. Bébé éprouvant / Un sale mec / Des agents très spectraux
21. Trop plein d'elfe / Service funeste
22. Frime et Châtiment / La Victoire en chantant
23. Pas de cadeau / Déchantons Noël / Compères Noël / Musicothérapie
24. Amour, Délice et Morgue / Au clair de saloon
25. Spooky Woogie / Dame blanche et 7 de cœur
26. Chimères d'alors / Hit, Hit, Hit, Hurla ! / Séparation de corps
27. B + C = A.C. / Mystère et boule de billard
28. Le Trio des Bermudes / Chapeau ! / El Fandingo
29. Le Nouveau Nez / L'argent n'a pas d'odeur / F.A.T.S.O
30. Plus de peur que de mal / Télépathos / Bouquet de pensées
31. Rouge et libre / 40 bougies / J'prendrai ton nez
32. Pourri Poppins / Hop et Rats / Bon pied, bon œil
33. Sans foi ni loi / Tel est thon / Dix p'tits sans os
34. Ce vieux manoir / Conte à rebours
35. Sorts'hier et d'aujourd'hui / Fan tomate et les trois affreux
36. Question pour un fantôme / Mac Bête / Est-ce que je te plait ?
37. Les 7 d'horreurs / Cirque à Pif-Paf / C'qu'y faut, c'est faire le poids
38. Les Petites Manœuvres / Zéro zéro spectre contre Ghostfinger / Le stretching est fait pour vous
39. Jean Namasse / Maman Talot / Ose faire peur
40. Une réunion de famille / Quatre enterrements et un mariage / Je peux être qui vous voulez
41. La Guerre au golf / Les Hors-d’œuvre
42. Fantômes as / Caspeur / Chapophonie
43. Dégelée royale / Maudimat / Fantôme Polka
44. Les Cartoonistes / Docteur Harvey et Mister Davidson / Danse-le
45. Poli-tiquement correct / Lolo Bidgeda / Trois petites lettres
46. Jack et le Haricot géant / Il y a des sueurs froides / Donner des sueurs froides
47. Autant en emporte le hurlement / Il n'a Casper de rien / Tournez mégère
48. Au cin-émoi / Vas-y, chante ta joie / La Mort-alité
49. Ça c'est New-York / Z'ont rien sur nous / Reste au rang
50. Tout est permis / Le docteur est absent / Chansons infantiles
51. Miami Vice / C'est la Saint Fatso / Des micros et des ondes
52. Boo-Kini Beach / Le P'tit Homme d'ail

#### Casper: L'École de la peur(Casper's Scare School, 2009-2012)
Composée d'un téléfilm de Mark Gravas diffusé en 2006, suivie d'une série en 104 épisodes (deux saisons).

## Publications

### Livres
Outre dans les cartoons, le personnage a été l'objet de plusieurs adaptations en livres pour enfants publiés à partir de 1949 (régulièrement jusqu'en 1982) :
| - Casper - Casper Adventure Digest - Casper and… - Casper and Friends - Casper and Friends Magazine - Casper and Nightmare - Casper and Spooky - Casper and The Ghostly Trio - Casper and Spooky - Casper: A Spirited Beginning - Casper Big Book - Casper Digest - Casper Digest Stories - Casper Digest Winners - Casper Enchanted Tales Digest - Casper Ghostland - Casper Giant Size - Casper Halloween Trick or Treat | - Casper in Space - Casper in 3-D - Casper Magazine - Casper Movie Adaptation - Casper's Ghostland - Casper's Spaceship - Casper Special - Casper Strange Ghost Stories - Casper, the Friendly Ghost - Casper TV Showtime - Famous TV Funday Funnies - The Friendly Ghost, Casper - Harvey Two-Pack - Nightmare and Casper - Richie Rich and Casper - Richie Rich, Casper, and Wendy - TV Casper and Company |

### Comics
Parmi les auteurs qui ont participé à ce comics, en dehors de Walter Kremmer, on note le nom de Joe Simon, le cocréateur de Captain America, qui reprend le personnage dans les années 1960.

## Jeux vidéo
- Casper est une série de jeux vidéo basée sur le premier film et sortie sur Windows, Mac, Game Boy, Super Nintendo, Saturn, 3DO et PlayStation.
- Casper, sorti en 1997 sur Windows.
- Casper, sorti en 2000 sur Game Boy Color.
- Casper: Spirit Dimensions, sorti en 2001 sur PlayStation 2 et GameCube.
- Casper, sorti en 2002 sur Game Boy Advance.
- Casper : L'École de la peur - La Terrifiante Journée de sport, sorti en 2009 sur Nintendo DS et Wii.
- Casper à l'école des fantômes : Chahut dans la classe, sorti en 2009 sur Nintendo DS.

## Publicités
En 1995, c'est au tour du personnage fictif Casper le gentil fantôme, d'être l'égerie de la marque Pepsi afin de promouvoir le film du même nom.
Dans un même temps, il promeut aussi la marque Pizza Hut.

## Autres

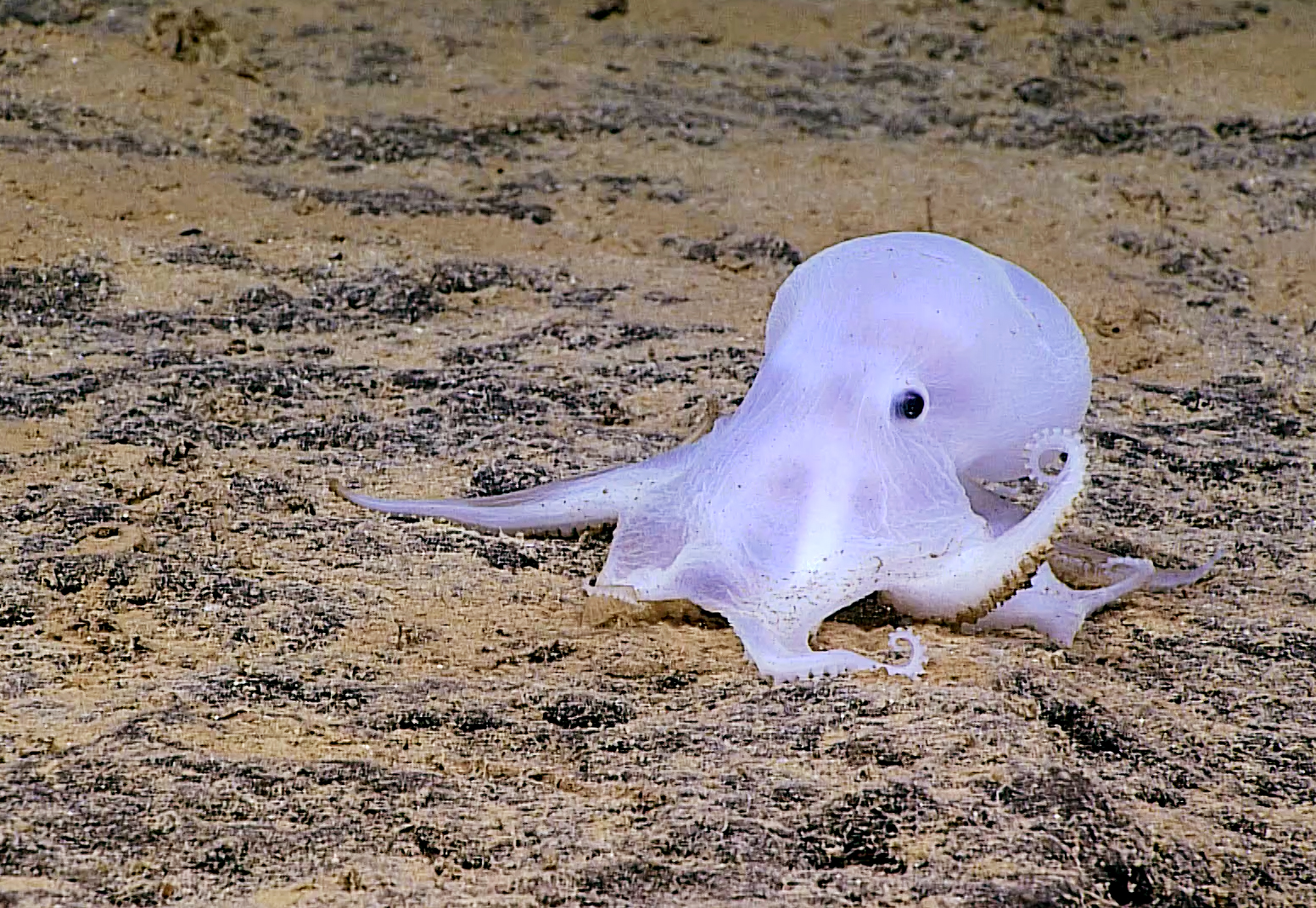
Casper le gentil octopode.

Le 27 février 2016, une équipe de scientifiques découvre une espèce inconnue de pieuvre sur le fond de l'océan Pacifique près des îles hawaïennes. En raison de sa ressemblance avec Casper le gentil fantôme, l'animal est surnommé Casper le poulpe,,.